# 親友かよ
親友かよ（しんゆうかよ、泰題: เพื่อน(ไม่)สนิท 英題: Not Friends）はタイの映画である。内容は十代、夢、そしてショートフィルムについてのコメディ。 製作はHouseton Film Bangkok、配給はGDH 559。 監督はAtta Hemwadee、制作はVanridee Pongsittisak 及び バッド・ジーニアス 危険な天才たちで監督を務めたナタウット・プーンピリヤ。 主な出演はAnthony Buisseret、ピシットポン・エークポンピシット、Thitiya Jirapornsilp、Tanakorn Tiyanont 及び Natticha Chantaravareelekha。 2023年10月26日公開。
この映画は、タイ映画協会連盟により、2024年にアメリカ・ロサンゼルスで開催される第96回アカデミー賞国際長編映画賞のタイ映画代表にも選ばれた。

## あらすじ
主役であるペーは高校3年の最終学期にとある高校に転入してきた学生である。彼は以前別の高校で家業に起因する悪口をガールフレンド・メイジの新しい恋人から言われたことで新しい恋人であるその女性とトラブルになって退学しており、その上彼は家業を営む父親から、進学に関して強いプレッシャーを受けていたが、彼に大学に進学できるほどの学力はなかった。
ある日、高校にコミュニケーションアーツを学ぶ大学生がやってきてショートフィルムコンテストの案内をする。過去の状況ではこのコンテストでは4作品に1作品が入選し、さらに入選作品の作者は大学で当該の学科に推薦入学出来る特典があった。ペーは、コンテストに出品するショートフィルムを、たまたま教室で空席になっていた席の隣に座っていた同級生、ジョーを題材にして作ることを思いつく。ジョーは友好的な人物で、不自然な時期に転校してきた不審な転校生であったペーに"人が知り合いになれる上限は150人。君は僕の150番目の友人になってくれ"と友人になるよう誘っていたがペーはそれを当初断っていたのだった。しかもその直後に、ジョーは不慮の交通事故で亡くなっていた。
"「親友の追悼」と称して作品を作れば心に響く作品になる"との下心で映画を作り始めるペーだったが、そう簡単には進まなかった。彼には映画の作り方が全くわからなかったのだった。その上さらに障害が立ちはだかる。ボケという女生徒の存在だった。カメラマンを母に持つ彼女は中学時代、実際にジョーの親友だったのだ。警察官を父に持ってもいる彼女は、「親友を追悼するためだけに」というペーの嘘を見破り映画を作るのをやめさせようとするが、ジョーの母親が映画作りのことを知り、学校を巻き込んで製作を応援することになってペーとボケは一緒に映画を作る羽目になる。
学校が編集のために提供するという高性能コンピュータを目当てに集まった映画オタクたちの協力で、ペーが偶然手に入れていたジョーの遺作となる小説を原作とした映画作り、つまりペーの将来をかけた映画製作が始まる。
その遺作は"この宇宙には地球とほぼ同じ星が無数に存在し、そこにはスポーツ、宇宙飛行、スパイ、友情などの様々な分野でもっと活躍している自分が存在する。この地球の自分は彼らより活躍していないが、他の星の自分にこの地球の自分が特別だと感じさせることを目論むことにした"という内容の小説で、ジョーはそれを出品し受賞の内定を勝ち取っていたがジョーの死の直後にそれが取り消されていた。ジョーとペーが一緒に活躍しているシーンなどを含め、様々な工夫を凝らして物語を描くことで、彼らはラストシーンを残して製作を完了させる。製作途中の映像はコンテスト担当者の評判も上々で、完成させれば受賞は間違いなさそうだった。撮影の合間にボケは、ジョーがかつて「秘密を最初に教える相手が親友」と語っていたこと、幼馴染のリウが好きだと秘密を告白されて彼を応援したこと、しかしその応援が級友に恋愛感情と勘違いされて勢いでその秘密を公開してしまい、それ以来ジョーとは疎遠になったことをペーに語り、ペーはその秘密を語られたのだから僕らも親友だと返して少し仲良くなる。
遊園地を借り切って行うクラス全体を巻き込んだラストシーンの撮影を控え、ジョー抜きで卒業写真を撮る時に、ペーが知らなかったジョーの隣席である空席の主・オームが登校してくる。彼は、重病を患って長期療養のため学校を欠席していたのだった。オームの誕生会に呼ばれたペーはボケを道連れにして参加する。そして、会の最中にオームが自身の趣味を明らかにしたことで、ペーは、ジョーの"遺作"にとんでもない秘密が含まれていることを知る。それは、これまでこの大切な友人・ジョーに対して皆が抱いていた気持ちや心の中の関係に大きな影響を与えかねないものだった。具体的には、オームの趣味は小説を書くことだった。そして、ジョーの"遺作"はオームの書いた小説のコピーだったのだ。誕生会の参加者である級友からペーがジョーの小説を映画化していることを聞き、オームも自分の小説を映画化するよう頼む。ペーは現在撮影している映画の一部を作り変えることでオームへの作品とすることを考えるが、それがジョーの名誉を著しく傷つけることになると考えるボケは強硬に反対し、最終シーンのカメラマン役を降りる。ペーはボケ以外のスタッフと協力して最終シーンの撮影を終えるが、そこにオームが危篤で入院した知らせが入る。ボケとともに入院先に向かったペーはオームに、オーム向けに編集した短編映画を見せ、彼に生きる気力を取り戻させるが、その間にボケはペーの大学進学よりもジョーの名誉を大事にしようとした争いの結果、完全にハードディスクを壊してしまい、ペーはコンテストに出品する完成品を失ってしまう。
卒業式を控え、大学合格の知らせがあちこちから聞こえてくる中、ペーも学校に向かう。その場しのぎで作ったジョーのビデオを持って行くためだった。学校には卒業間近のカップルがいて、ジョーがかつてペーに言った"人が友達になれる上限は150人"の話をしながら仲睦まじくしていた。その光景をみて、ペーはジョーが死んだ日に行われた校外学習のことを思い出す。科学館のプラネタリウム内でジョーは、リウから告白されて付き合うことになっていた。そしてジョーは帰りのバスの中でペーに「彼女ができた」と秘密を告白していたのだ。お返しにペーはかつての恋人・メイジに作ったビデオクリップをジョーに見せ、自分の退学と転校の原因をジョーに告白する。彼らはこのことでジョーの定義する親友同士になっていたのだった。バスから降りた後、ジョーは小説の入選をメールで知らされていたが、それが友人の作品である故受賞を辞退することを返信し、その直後に事故に遭っていた。その思い出で、ペーはある決心をする。
卒業式が始まり、ペーの作った短編映画が上映される。上映され始めた映画はその場しのぎで作った映画のように見えたが、それだけで終わらなかった。ペーは、例の短編小説からヒントを得て、ジョーが死なず、ペーと親友同士でつきあった未来を想像し、それを映画撮影のスタッフと協力して追加で撮影したのだ。それはこれまで映画撮影に使った小道具と学校の備品を流用し、夜の学校に忍び込んで一晩で撮った写真の羅列に、実はクラウドに残っていた元々の最終シーンを付け足して完成させたもので、リウ、ジョーの母親、そしてオームなどジョーと仲の良かった人々には響いたが、級友たちには「パワーポイントのプレゼンと変わらない」と非難される。しかし、それを一晩でなんとか完成させたことを知っている映画撮影スタッフたちは、舞台裏でペーを慰める。そして、卒業式総代の挨拶をボケが行い、卒業式が終わる。
卒業後、ペーは家業で働いている。しかし、ジョーのような夢ノートをつけ、いくつかの夢を目指していた。そして、その中の1つが叶うときが来た。それは「映画撮影のインターンとして働く」だった。撮影現場ではボケが働いていて、ペーとボケは卒業式後の仲直り以来の再会を喜ぶ。ボケはジョーと出来なかった"友人との仲直り"をペーとは果たしていたのだった。その場にいた出演者とジョーがオーバーラップし、ボケの総代挨拶が聞こえてくる「たまにはお互い寂しがろうよ、親友じゃない友達の皆さん!」。

## 出演

### 主な俳優[6]
- Anthony Buisseret : ぺー(Pae)。インターナショナルスクールに通う高校3年生だったが、別れたガールフレンド・メイジに関するいざこざで刃傷事件を起こし退学になり、最終学期に転校することになる。実家は小麦の製粉工場で洗濯物にその匂いがつくことが別れの原因。大学進学を目指しているが成績は悪く、父親からは受験に失敗した場合は工場で働くよう言われている。転校先のクラス(8組)で隣に座ったジョーが友人になるよう求めたが当初はそれを断る。しかし、彼が不慮の交通事故で死んだ後に彼に関する映画を作ることを思いつく。
- ピシットポン・エークポンピシット: ジョー(Joe)。誕生日は8月7日。実家はミンブリーで文具店を営んでおり、母親と2人暮らし。結婚している姉が1人いる。坊主頭に近い短髪。あまり裕福でないが友人を作るのがうまく、ボケやオームは彼のことを親友だと考えており、ペーも友人になるよう転校日に誘った。少なくとも中学生の頃から近所に住んでいるリウのことが好き。願いをまとめた夢ノートを書いており、そこには「家族一緒に海に行く」「ONE PIECEの最終回を読む」「日本に旅行する」「一蘭のラーメンを食べる」「ペーに自分の動画を作ってもらう」などが書かれていた。校外授業の帰り、車に轢かれて亡くなる。小説を短編コンテストに出品し受賞したが、その受賞はなぜか彼の死後に取り消されている。
- Thitiya Jirapornsilp: ボケ(Bokeh)。ペーやジョーと同じ学校にいる同学年の女生徒だが、クラスは別(1組)。ジョーとは同じ中学校の出身で隣の席に座っており、ジョーの母親とも面識がある。彼の夢ノートに書かれていたことを見たことで彼がリウを好きであることを知り協力するが、その協力はボケのせいでダメになり、それ以降ジョーとは絶縁状態。ペーが映画を作ることを知ったのちそれが進学目的であることを見抜き非難するが、結局協力することになる。父親は警察官、母親は映画のカメラマン。自分はスタジオで産まれ生まれて最初に触ったのがカメラだと自称している。映画製作では撮影担当。
- Tanakorn Tiyanont: ピン(Ping)。視聴覚室にたむろしている映画オタクの1人。映画作りのためにペーが手に入れた高性能パソコン目当てで製作を手伝うことになる。担当は当初編集だったが、その後主役も演じる羽目になりジョーのような短髪にする。クリストファー・ノーランが父と自称していて、スパイシーンにテネットをインスパイアするよう主張する。最終的には自力で大学に合格し、ペーが目指していたコミュニケーションアーツ学科に進学することになる。
- Natticha Chantaravareelekha:リウ(Liew)。ジョーやボケと同じ中学校の出身だが高校では別のクラスになった(3組)。ジョーの母親とも面識がある。得意なのはピアノと三つ編みで、ローイクラトンで行われたミスコンテストへの出場時にはステージ上で自分の髪の三つ編みを披露して喝采を浴びる。公然と告白を受けるほどにモテるが本人はそれに興味を示さず、ジョーとマンガの貸し借りの話をする方を優先する。実は、ジョーが死んだ日に行われた校外授業の際に、ジョーと付き合うことを決めていた。
- Ingkarat Damrongsakkul: オーム(Ohm)。転校してきたペーに与えられた空席の本来の座り主。闘病のため長く欠席していたが、卒業写真撮影のため久々に登校したことでペーに出会い、翌日行われる自宅での誕生日パーティーに誘う。かなりの金持ちの子息で、自分の部屋の一角には彼がU14のバスケットボール大会で獲ったMVPトロフィー、宇宙船のおもちゃ、スパイ小説などが飾ってある。小説を書くのが趣味で、パーティー以前に自宅に招待した唯一の友人、ジョーに自分の小説を見せたことがあり、ジョーの書いた小説をペーが映画化しようとしていることを知ると、自分のその小説も映画化してもらいたいとお願いする。
- Pramote Sangsorn: ぺーの父親。ペーが退学になったあとも転校できるように奔走する。ペーの大学進学には否定的で自力で対処するよう言っているが、ペーが受験のためのテストを受けなかったことを知り、それが映画製作で推薦入学を狙っているためだとわかってたしなめる。
- Naruemon Pongspap: オームの母親。オームの余命がそれほど長くないことを病院の医師と話しており、オームはそれを聞いてしまっている。
- Duangjai Hirunsri: ジョーの母親。ボケやリウのことも知っている。ペーが自分の息子に関する映画を作ると聞いて感激し、ジョーの死亡保険金を映画製作のための資金に使うよう申し出る。
- Kittiphong Dumavibhat: Panyasuphap高校の校長。実はペーの母方の親戚で、ペーの父親はその関係でペーの転校を実現させている。ペーが映画製作に取り掛かることを知ると、これまで何年も要求されても買わなかった高性能パソコンを早速購入し、編集用に使わせる。

### その他
- Jirapat Siwakosit: Boom。映画作りを手伝う映画オタクの1人。音声担当。
- Panachanok Wattanavrangkul: Pop。映画作りを手伝う映画オタクの1人。小道具担当。
- Pathaseth Kooncharoen: Art。映画作りを手伝う映画オタクの1人。小道具担当。
- Poon Mitpakdee: Thanon。クラスメイトの1人。リウを口説こうと多くの友人を動員する。
- Fuki Tamura: Meiji。ペーが別れた元恋人。
- Bentapa Noosaeng: Meijiの現恋人。女性。ペーを揶揄した結果、激昂したペーにカッターで顔を傷つけられる。
- Warapass Rangsiyawath: ボケの母親。映画のカメラマン。ボケは彼女が撮影中に自分を出産したと主張している。写真のみでの出演。
- Uthit Boonsoemkhanit: ボケの父親。警察官。母親と同様、写真のみでの出演。

### カメオ出演
ペーが他のスタッフと共に監督としての写真を撮影する際、監督の典型的なポーズをスマートフォンで検索するが、この検索結果に現れるのはgdhの配給する映画に製作・監督・脚本で関わっている人々である。具体的には、
- ナタウット・プーンピリヤ
- ジラ・マリクン
- バンジョン・ピサヤタナクーン
- パークプム・ウォンプム
- チラッサヤー・ウォンスティン(ホームステイ ボクと僕の100日間の脚本)
- ノタポン・ブンプラコーブ(プアン/友だちと呼ばせての脚本)

の6名。

## サウンドトラック
- "เพื่อน(ไม่)สนิท"[7](NOT FRIEND): Kornnit Laosubinprasert、วชิรากร รักษาสุวรรณ、ณัฐเอก ทอนสูงเนิน、ฐาปนา จงกลรัตนาภรณ์、พิมพ์มาดา ใจสักเสริญ 及び ธันวา เกตุสุวรรณ
- "เพลงของเพื่อน"[注釈 3] : Retrospect
- "GIRL&BOY Feat. Eart Patravee": Whal&Dolph , Earth Patravee Srisuntisuk
- "Test me": 4EVE
- "1.9 Dimension": Two Million Thanks
- "The director & I": Julian Cary。 古今東西の監督を挙げつつ、自分が次の世代の監督であると主張するラップ調の歌である。歌詞に現れる監督は、マーティン・スコセッシ、クエンティン・タランティーノ、スティーヴン・スピルバーグ、ウェス・アンダーソン、バンジョン・ピサヤタナクーン、ウディ・アレン、ウォン・カーウァイ、スタンリー・キューブリック、ジョージ・ルーカス、J・J・エイブラムス、ジェームズ・キャメロン、トム・クルーズ、マイケル・ベイ、ザック・スナイダー、チャウ・シンチー、ジャッキー・チェン、ジェームズ・ガン、コーエン兄弟、エドガー・ライト、アルフレッド・ヒッチコック、是枝裕和、およびクリストファー・ノーラン[10]。
- "Fai-Yen": Youngohm

## 公開
タイでは2023年10月25日にプレミア限定公開の後、10月26日に一般公開された。同日にはラオス、カンボジアでも公開されている。
2023年11月30日にはシンガポールで、2023年12月1日にはベトナムで公開された。
2024年1月24日にはインドネシアで、2024年1月26日には台湾で公開された。
2024年3月14日には香港で公開されたほか、タイ、フィリピンなどのNETFLIXでも公開。

### 日本での公開
2024年3月1日から10日までの日程で行われる第19回大阪アジアン映画祭で上映。「親友かよ」の邦題はこの時に付けられたものである。上映日は3月5日および3月9日。
2025年6月13日より、一般公開。